# Charles Rist
Charles Rist (Prilly, 1º gennaio 1874 – Versailles, 10 gennaio 1955) è stato un economista francese.
Fratello del medico e ricercatore Édouard Rist, si laureò in giurisprudenza nel 1898. 
Docente nelle Università di Montpellier e di Parigi e vice governatore della Banca di Francia, si segnalò come uno dei maggiori difensori delle teorie tradizionali che facevano dipendere il livello dei prezzi dalla quantità di moneta in circolazione.
Studiò inoltre le cause della deflazione e le condizioni necessarie per realizzare la stabilità dei prezzi proponendo il ritorno al regime aureo ed il conseguimento del pareggio nel bilancio dello Stato.

## Opere principali
- Histoire des doctrines économiques depuis les physiocrates jusqu'à nos jours, del 1909, in collaborazione con Charles Gide.
- Histoire des doctrines relatives au crédit et à la monnaie depuis John Law jusqu'à nos jours, del 1938.
- La déflation en pratique, del 1955.